# Jesper Hansen (skytte)
 Der er flere personer med dette navn, se Jesper Hansen.
Jesper Hansen (født 19. november 1980) er en dansk skytte, der repræsenterer Københavns Flugtskytte Klub.

## Internationale mesterskaber
Jesper Hansens bedste tidlige resultater stammer fra VM i 2006, hvor han blev nummer 6 individuelt, og fra VM i 2009, hvor han sammen med det danske hold vandt bronze.
I 2013 vandt han VM-guld i Peru, og han har vundet EM-bronze i 2015 samt -guld i 2018.

## Olympiske lege
Jesper Hansen vandt ved World Cup i skeetskydning i Beijing i 2011 bronze og sikrede dermed Danmark sin første deltager ved sommer-OL 2012 i London.  Hansen blev efterfølgende udtaget til legene, hvor det blev til en 26. plads i kvalifikationsrunden, hvilket ikke gav adgang til finalerunden.
Jesper Hansen sørgede ligeledes for dansk kvalifikation til OL 2016, og han fik efterfølgende selv tildelt pladsen. Her endte Jesper Hansen med en 5. plads og kom dermed ikke videre fra semifinalen.
Hansen blev for tredje gang udtaget til OL, da Danmarks Idrætsforbund udtog ham som den anden danske idrætsudøver til sommer-OL 2020 i november 2019.
Han vandt en sølvmedalje ved legene den 26. juli 2021 — den første danske medalje ved 2020-legene.